# 2016 à Terre-Neuve-et-Labrador
Chronologie de Terre-Neuve-et-Labrador
- 2012
- 2013
- 2014
- 2015
- 2016
- 2017
- 2018
- 2019
- 2020

Cette page concerne des événements d'actualité qui se sont produits durant l'année 2016 dans la province canadienne de Terre-Neuve-et-Labrador.

## Politique
- Premier ministre : Dwight Ball (Parti libéral)
- Chef de l'Opposition (en) : Paul Davis (Parti progressiste-conservateur)
- Lieutenant-gouverneur : Frank Fagan
- Législature (en) : 48e (en)

## Décès
- 10 janvier : Alexander Hickman (en), juge et homme politique.